# Алеути
Алеути са изчезваща народност, която населява Тихоокеанското крайбрежие на Азия и Америка, съответно в Русия и в САЩ.
В Русия живеят на Командорските острови и наброяват 540 души, докато по-голямата част – около 2000 души, живеят в САЩ – в щата Аляска (на Алеутските острови).
В средата на XVIII век тяхната численост достига 15 000 души. Името алеути им е дадено от руските търговци на кожи.